# Almindelig zebraedderkop
Almindelig zebraedderkop (Salticus scenicus) er en edderkop af familien springedderkopper.

## Udseende
Almindelig zebraedderkop er en lille edderkop på kun 5-7 mm, med karakteristiske mørkebrune/sorte og hvide striber (heraf navnet almindelig zebraedderkop). Hannen og hunnen ligner hinanden, men hannen har kraftigere overkæber og giftkroge mens hunnen har mindre.

## Levevis
Som de øvrige springedderkopper er denne art aktiv i solskin. Når det bliver dårligt vejr, gemmer den sig i en sprække eller et hul, hvor den har spundet en retræte af silke. Forud for parringen udfører hannen en parringsdans, hvor han strækker forbenene ud til siden, mens han bevæger sig i siksak frem og tilbage foran hunnen. Er hunnen parringsvillig efterfølges parringsdansen af selve parringen. I en rede af klæbrige tråde lægges 25-30 æg. Arten overvintrer under noget løs bark el.lign, hvor den spinder en retræte.

## Jagtteknik
Med sit særdeles skarpe syn afsøges omgivelserne (f.eks. en solbeskinnet mur eller plankeværk) for fluer og tilsvarende byttedyr. Når den har lokaliseret et muligt bytte sniger den sig hen til dette, for til sidst at sætte af i et kraftigt spring, hvor den lander ovenpå byttet. Med de stærke forben fastholdes byttet samtidig med, at dette dræbes med de kraftige giftkroge.